# Семёновичи (Дятловский район)
Семёновичи (бел. Сямёнавічы) — деревня в Дворецком сельсовете Дятловского района Гродненской области Белоруссии. По переписи населения 2009 года в Семёновичах проживало 32 человека.

## Этимология
Название деревни образовано от имени Семён и производных от него фамилий.

## География
Семёновичи расположены в 13 км к юго-востоку от Дятлово, 154 км от Гродно, 12 км от железнодорожной станции Выгода.

## История
Согласно переписи населения 1897 года Семёновичи — деревня в Роготненской волости Слонимского уезда Гродненской губернии (51 дом, 344 жителя). В 1905 году численность населения деревни составила 340 жителей.
В 1921—1939 годах Семёновичи находились в составе межвоенной Польской Республики. В 1923 году в Семёновичах имелось 58 хозяйств, проживало 333 человека. В сентябре 1939 года Семёновичи вошли в состав БССР.
В 1996 году Семёновичи входили в состав Роготновского сельсовета и совхоза «Роготно». В деревне насчитывалось 46 хозяйств, проживало 85 человек.
В 2013 году деревня была передана из упразднённого Роготновского в Дворецкий сельсовет.

## Памятные места
- Обелиск на могиле партизана Ивана Васильевича Жиха, который погиб 16 апреля 1944 года при выполнении боевого задания. Находится на восточной окраине деревни[2].